# Umatilla, Oregon
Umatilla är en stad i Umatilla County i den amerikanska delstaten Oregon med en yta av 9,7 km² och en folkmängd, som uppgår till 6 385 invånare (2006).